# 치비텔라델트론토
치비텔라델트론토(이탈리아어: Civitella del Tronto)는 이탈리아 아브루초주 테라모도에 위치한 코무네다. 그란산소 에 몬티델라라가 국립공원에 위치한다.

## 역사
치비텔라의 기원은 밝혀지지 않았지만, 이지역내에서 후기 구석기 시대와 신석기 시대 같은 초기에 인류가 존재했음을 알 수 있는 흔적들이 발견되었다. 최근에 마을은 피켄티니족의 마을인 베레그라(Beregra) 위에 세워졌다고 믿고있다. 이곳은 10-11세기에 벽으로 둘러싸인 마을로서 첫 언급이 되며, 13세기에는 나폴리 왕국에 속했고 교황령과 경계를 이루는 곳에 위치해 있어 중요했던 곳이였다.

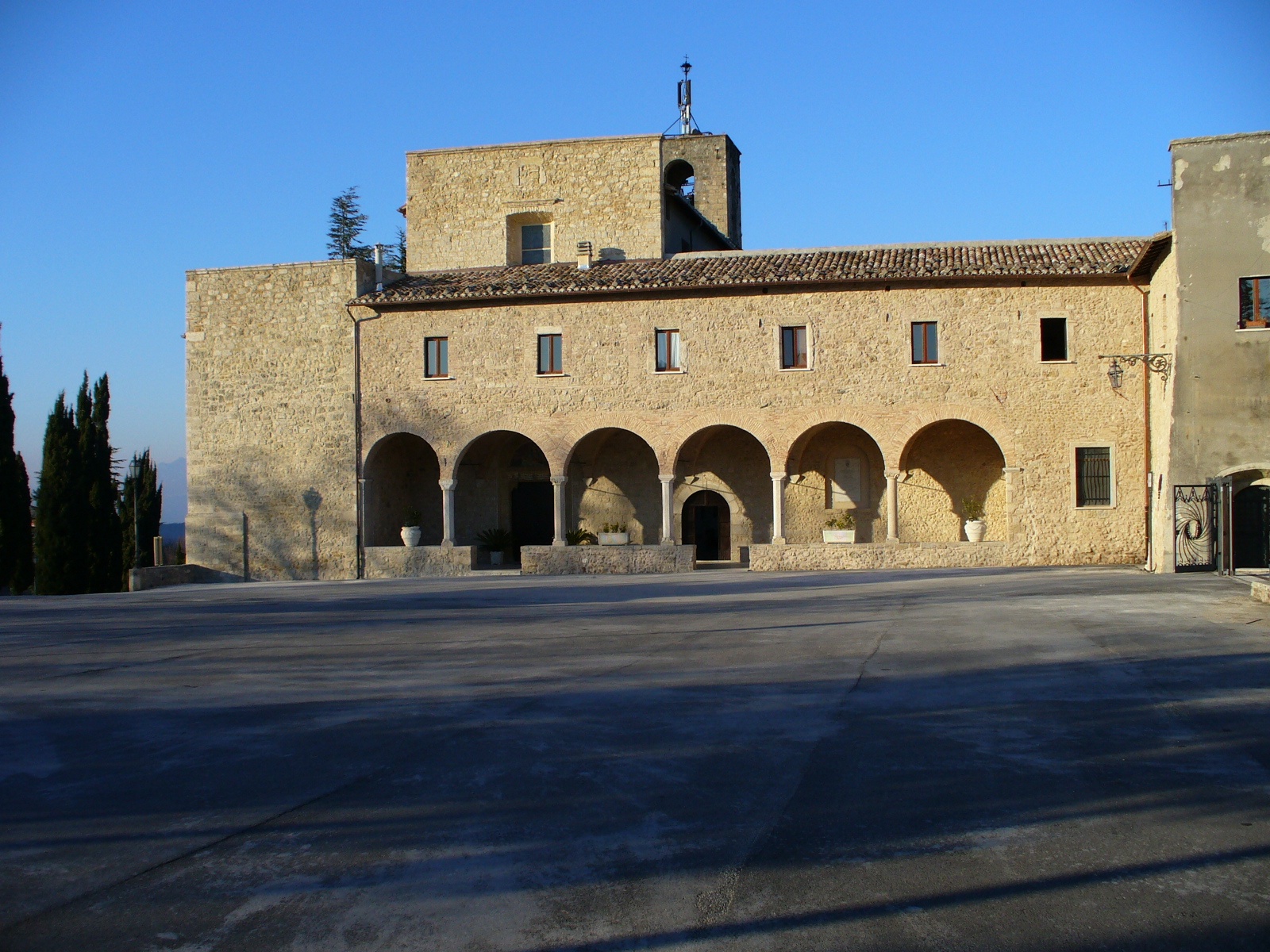
산타 마리아 데이 루미 성소

1557년에 프랑스 군대가 이곳을 포위했으나, 성공은 하지 못하였다. 프랑스군에 대항한 격렬한 저항 덕분에, 스페인의 펠리페 2세(당시 이탈리아 남부는 스페인의 지배를 받았다)는 이곳에게 피델리시마(Fidelissima, "매우 충성스러움")이라는 칭호를 내려준다. 치비텔라는 나폴레옹 전쟁 기간인 1798년과 1806년에 프랑스군대에게 포위를 당했었고 네 달의 방어전 끝에 함락당하였다. 빈 회의 이후인 1816년에, 이곳은 양시칠리아 왕국에 합병되었다.
치비텔라 요새는 프란체스코 2세가 가에타 공성전에서 항복을 한후에, 나폴리와 시칠리아가 새롭게 건국된 이탈리아 왕국에 합병되던 1860년에 가리발디와 피에몬테의 침공 이후에도 마지막까지 저항했던 곳이였다. 치비텔라는 1861년 3월 20일에 항복하였다.

## 같이 보기
- 마테오 웨이드, 1806년 공성전에서 치비텔라 요새의 아일랜드 출신 지휘관